# بول بابيلوني
بول بابيلوني (بالفرنسية: Paul Babiloni)‏ (16 يناير 1990 بليموج في فرنسا - ) هو لاعب كرة قدم فرنسي في مركز الدفاع. لعب مع نادي أجاكسيو ونادي غانغون.

## روابط خارجية
- بول بابيلوني على موقع رابطة كرة القدم الفرنسية للمحترفين (الإنجليزية)
- بول بابيلوني على موقع قاعدة بيانات كرة القدم.إي يو (الإنجليزية)
- بول بابيلوني على موقع Soccerway.com (الإنجليزية)
- بول بابيلوني على موقع AS.com (الإسبانية)